# Save Ferris
Pour les articles homonymes, voir Ferris.
Save Ferris est un groupe américain de ska (troisième vague), formé en 1995 dans le comté d'Orange dans le sud de la Californie qui s'est dissout en 2002.
Leur style fusion ska-pop-swing est assez proche du ska punk. Leur second album est cependant plus pop.
Leur nom est tiré d'une réplique du film d'ados La Folle Journée de Ferris Bueller, comédie américaine de 1986.
Au départ le groupe s'est formé à partir de quatre anciens membres du groupe Los Pantelones qui venait de se séparer : Brian Mashburn (guitare, chant), Bill Uechi (basse), Eric Zamora (saxophone alto) et José Castellaños.(trompette). Puis ils ont recruté la charismatique chanteuse du groupe Larry, Monique Powell (née le 20 août 1975) dotée d'une "vraie" voix et T-Bone Willy trombone du groupe Knuckle Brothers (voir l'article en anglais).
Evan Kilbourne (batterie) les rejoindra en 1998.
Ils sortent leur premier EP autoproduit "Introducing Save Ferris" sur leur propre label (Starpool).
Les mélodies sont pleines d'entrain et de bonne humeur, le rythme est particulièrement rapide, quelques titres sont plus jazzys et swingants, 
les musiciens et la chanteuse sont remarquables.
Ils reçoivent la récompense du meilleur groupe indépendant, Epic Records leur propose alors un contrat.
Ils sortent leur premier véritable album, It means everything, produit par Peter Collins (producteur de Brian Setzer Orchestra, du duo Easy Lover entre Phil Collins et Philip Bailey) sur lequel ils ont réenregistré certains morceaux de leur premier EP.
Leur reprise de Come On Eileen des Dexys Midnight Runners (original datant de 1982), sorti en single sera très populaire et se classera dans le hit-parade national, le Billboard.
Ils ont fait les premières parties de Sugar Ray, Reel Big Fish, et de The Offspring en décembre 1997 au Japon. 

En avril 1998, ils ont joué dans l'émission Reverb de la chaîne HBO.
Leur musique a été utilisée par la patineuse artistique Tara Lipinski : (The World is New), les films The Big Hit (The World is New), Scary Movie (The Only Way To Be), Dix Bonnes Raisons de te larguer (Ten Things I Hate About You, comédie romantique) (I Know), 100 Girls (Let me in) et la série télévisée Roswell (Mistaken et Let me In).
Des anciens membres de Save Ferris ont fondé le groupe Starpool après la séparation du groupe.

## Discographie
Autres :
- Artificial Life sur la compilation Orange County's Punk Vs. Ska Round 1 (1997)
- S.Y.L.S.B. (Save Your Local Ska Band) sur la compilation The Ska Parade: Runnin' Naked Thru The Cornfield (1998)
- Christmas Wrapping (lire l'article en anglais) sur la compilation Kevin and Bean - Last Christmas  KROQ 106.7 (1999)

## Confusions
Environ à la même époque que la sortie de Come on Eileen d'autres reprises des années 1980 ont été faites par des groupes ska punk, mais les gens ne connaissent pas forcément les auteurs de ces reprises et confondent parfois les groupes entre eux : Reel Big Fish (Take on me de A-ha), Jeffries Fan Club (Walking on sunshine de Katrina and the Waves), etc.
Certains confondent également Save Ferris avec No Doubt, groupe plus connu qui jouait du ska à la même époque, les deux groupes sont menés par des chanteuses (Monique Powell pour Save Ferris / Gwen Stefani pour No Doubt) et sont de la même région, le Comté d'Orange.